# 김단미
김단미(1987년 1월 5일 ~ )는 대한민국의 배우이다.

## 학력
- 중앙대학교 연극영화학과

## 출연작

### 영화
- 《CCTV》 (2021년) - 조연출 역
- 《좀비 파이터》 (2020년) - 예지 역
- 《사랑과 믿음》 (2015년
- 《대화》 (2009년)

### 드라마
- 《딱 너 같은 딸》 (2015년, MBC)
- 《더 바이러스》 (2013년, OCN) - 이수정 역
- 《공주가 돌아왔다》 (2009년, KBS2) - 어린 장공심 역

### 뮤직비디오
- 레이디 제인 - Jaine
- 임현정 - 사랑의 향기는 설레임을 타고 온다